# حسین دباغ
محمدحسین حاج‌فرج‌الله دباغ معروف به حسین دباغ (متولد ۱۳۶۴ در تهران)، پژوهشگر ایرانی فلسفه اخلاق و زبان‌شناسی شناختی، مدرس فلسفه در مؤسسه آموزش مستمر در دانشگاه کمبریج است. وی همچنین استادیار مهمان مؤسسه آموزش عالی علوم شناختی (پژوهشکده علوم شناختی) در تهران است. او پیش از این استادیار مؤسسه تحصیلات تکمیلی دوحه بوده است. او دوره دکتری فلسفه اخلاق را با گرایش روان‌شناسی اخلاق و اعصاب در دانشگاه ریدینگ و دانشگاه آکسفورد گذرانده است. حسین دباغ پیش از این هم در تهران، در رشته‌های اقتصاد، فلسفه غرب و فلسفه اسلامی تحصیلات دانشگاهی را انجام داده است. او در زمینه‌های اسلام‌شناسی، مثل عرفان اسلامی، ادبیات فارسی، فلسفه و کلام اسلامی، تاریخ اسلام و … تحقیقات و پژوهش‌هایی را انجام می‌دهد. از مشاغل عمده فکری حسین دباغ، تأمل و تتبع در آراء «روشنفکران دینی» است. از جمله آثار مهمی که او دراین باره به رشته تحریر درآورده است، مقاله «تجربه تجربه دینی» بوده است. از دیگر مسائلی که او را به واسطه تحصیلات دانشگاهی اش در انگلستان به خود مشغول کرده است، علوم انسانی تجربی از قبیل روان‌شناسی و علوم تجربی نظیر علوم شناختی است. او در آثار و سخنرانی‌های خود، از جمله سلسله درسگفتارهای اخیرش تحت عنوان «الهیات استعاری» تلاش کرده است تا با رویکردی روانشناسانه _ زبانشناسانه به مقوله کلاسیک الهیات بپردازد و آنرا مورد کنکاش و مداقه قرار دهد. حسین دباغ با زبان‌های انگلیسی، عربی و آلمانی آشنایی نیکویی دارد و در میان سخنان خود به آثار ادبی و فلسفی این سه زبان استناد می‌کند.
حسین دباغ در دهه هشتاد شمسی عضو شورای مرکزی انجمن اسلامی دانشجویان دانشگاه تهران و عضو شورای تحقیق دفتر تحکیم وحدت بوده است.
حسین دباغ فرزند عبدالکریم سروش و برادر سروش دباغ است.

## کتاب‌ها
- مجاز در حقیقت: ورود استعاره‌ها در علم، حسین دباغ، تهران: هرمس، ۱۳۹۳
- آزمایشگاه ذهن: آزمایش‌های ذهنی در علوم طبیعی، جیمز رابرت براون، حسین دباغ (مترجم)، تهران: هرمس ۱۳۹۳
- هیوم برای مبتدیان (ترجمه)، زیر چاپ